# Araneus gazellae
Araneus gazellae är en spindelart som först beskrevs av Karsch 1878.  Araneus gazellae ingår i släktet Araneus och familjen hjulspindlar. Inga underarter finns listade i Catalogue of Life.